# Haymarket, New South Wales
Haymarket este o suburbie în Sydney, Australia.